# Garrett Gilbert
Garrett Antone Gilbert (Buffalo, 1º luglio 1991) è un giocatore di football americano statunitense attualmente free agent, che gioca nel ruolo di quarterback.

## Carriera
Gilbert fu scelto dai St. Louis Rams nel corso del sesto giro (214º assoluto) del Draft NFL 2014. Fu svincolato il 30 ottobre 2014 e firmò con i New England Patriots con cui vinse il Super Bowl XLIX contro i Seattle Seahawks mentre si trovava nella squadra di allenamento. In seguito giocò con i Detroit Lions (2015), gli Oakland Raiders (2015-2016) e i Carolina Panthers (2017-2018). Con questi ultimi disputò la prima partita nella NFL rilevando l'infortunato Kyle Allen.
Nel 2019 Gilbert passò agli Orlando Apollos della Alliance of American Football. Durante la breve esistenza della lega (8 partite) guidò la AAF in yard passate (2.152), passaggi tentati (259), passaggi completati (157) e passer rating (99,1).
Dopo la fine della attività della AAF Gilbert tornò nella NFL con i Cleveland Browns con cui nel 2019 disputò 5 spezzoni di partita rilevando Baker Mayfield. Fu svincolato il 5 settembre 2020 e rifirmò con la squadra di allenamento il giorno successivo.
Il 12 ottobre 2020, Gibert firmò con i Dallas Cowboys per essere la riserva di Andy Dalton dopo che Dak Prescott si infortunò alla caviglia per tutta la stagione.
Il 7 novembre 2020, Gilbert fu nominato quarterback titolare dei Cowboys per la gara della settimana 9 contro i Pittsburgh Steelers a causa di Dalton inserito in lista infortunati e delle difficoltà di Ben DiNucci la settimana precedente contro Philadelphia. Gilbert passò 243 yard, un touchdown e un intercetto. Dallas diede del filo da torcere agli imbattuti Steelers ma alla fine perse per 24-19. La settimana successiva Dalton tornò titolare.

## Palmarès

### Franchigia
- Super Bowl : 1

New England Patriots:XLIX
- American Football Conference Championship: 1

New England Patriots: 2014

## Famiglia
È il figlio dell'ex quarterback della NFL Gale Gilbert.